# Чемпіонат Сингапуру з футболу
Чемпіонат Сингапуру з футболу — футбольні змагання в Сингапурі. Турнір засновано в 1904 році.

## Історія
Вищою лігою Сингапуру з футболу у 1904—1952 роках був чемпіонат Сингапуру, що проходив серед аматорів, з 1953 по 1960 проходив чемпіонат футбольної асоціації.
З 1961 по 1974 чемпіонат не проводився.
З 1975 у чемпіонаті беруть участь професійні футболісти, за дванадцять сезонів у різних дивізіонах брали участь 118 клубів. У 1988 змінилась система ліг чемпіонату, відтепер найвищий дивізіон отримав назву Прем'єр-ліга та проіснував до 1996 року коли йому на зміну прийшла С.Ліга до змагань якої допускались не лише сингапурські клуби, але й із інших країн, зокрема Брунею, Малайзії, Японії, Китаю, Південної Кореї. 
У сезоні 2012 року виступало 13 команд. Клуб «Гомбак Юнайтед» оголосив річну відпустку і в змаганнях 2013 року участі не брав.
У сезонах 2013 та 2014 років у лізі виступало 12 команд, з сезону 2015 десять команд, а в сезоні 2016 таких клубів було вже дев'ять.

## Формат змагань
Чемпіонат проводиться по традиційній круговій схемі: кожен клуб грає з кожним двічі — один раз на власному стадіоні і один раз на арені суперників. За перемогу нарховують 3 очки, за нічийний рахунок — 1 очко, за поразку — 0 очок. Клуб із найбільшою кількістю очок в кінці сезону стає чемпіоном. Команда, яка займає останнє місце в турнірі, не вибуває, а залишається у ньому на наступний сезон.

## Список чемпіонів

### Національна футбольна ліга
| Сезон | Чемпіон               |
| ----- | --------------------- |
| 1975  | «Гейланг Інтернешнл»  |
| 1976  | «Гейланг Інтернешнл»  |
| 1977  | «Гейланг Інтернешнл»  |
| 1978  | «Сингапур Армед Форс» |
| 1979  | «Тампінс Роверс»      |
| 1980  | «Тампінс Роверс»      |
| 1981  | «Сингапур Армед Форс» |
| 1982  | «Фаррер Парк Юнайтед» |
| 1983  | «Тьон Бахру»          |
| 1984  | «Тампінс Роверс»      |
| 1985  | «Поліс»               |
| 1986  | «Сингапур Армед Форс» |
| 1987  | «Тьон Бахру»          |

### Прем'єр-ліга
| Сезон | Чемпіон              |
| ----- | -------------------- |
| 1988  | «Гейланг Інтернешнл» |
| 1989  | «Гейланг Інтернешнл» |
| 1990  | «Гейланг Інтернешнл» |
| 1991  | «Гейланг Інтернешнл» |
| 1992  | «Гейланг Інтернешнл» |
| 1993  | «Гейланг Інтернешнл» |
| 1994  | «Перт Кенгуруз»      |
| 1995  | «Сингапур Лайонс»    |

### С.Ліга
| Сезон | Чемпіон           |
| ----- | ----------------- |
| 1996  | «Гейланг Юнайтед» |
| 1997  | «САФ»             |
| 1998  | «САФ»             |
| 1999  | «Хоум Юнайтед»    |
| 2000  | «САФ»             |
| 2001  | «Гейланг Юнайтед» |
| 2002  | «САФ»             |
| 2003  | «Хоум Юнайтед»    |
| 2004  | «Тампінс Роверс»  |
| 2005  | «Тампінс Роверс»  |
| 2006  | «САФ»             |
| 2007  | «САФ»             |
| 2008  | «САФ»             |
| 2009  | «САФ»             |
| 2010  | «Етуаль»          |
| 2011  | «Тампінс Роверс»  |
| 2012  | «Тампінс Роверс»  |
| 2013  | «Тампінс Роверс»  |
| 2014  | «Ворріорс»        |
| 2015  | ДПММ (Бруней)     |
| 2016  | Албірекс Ніігата  |
| 2017  | Албірекс Ніігата  |

## Найуспішніші клуби
| Клуб                                     | Чемпіон | 2-е місце | Переможні сезони                                     |
| ---------------------------------------- | ------- | --------- | ---------------------------------------------------- |
| «Сингапур Армед Форс» / «Ворріорс»       | 9       | 4         | 1997, 1998, 2000, 2002, 2006, 2007, 2008, 2009, 2014 |
| «Тампінс Роверс»                         | 5       | 6         | 2004, 2005, 2011, 2012, 2013                         |
| «Хоум Юнайтед»                           | 2       | 5         | 1999, 2003                                           |
| «Гейланг Юнайтед» / «Гейланг Інтернешнл» | 2       | 1         | 1996, 2001                                           |
| «Албірекс Ніігата»                       | 2       | 0         | 2016, 2017                                           |
| ДПММ (Бруней)                            | 1       | 2         | 2015                                                 |
| «Етуаль»                                 | 1       | 0         | 2010                                                 |
| «Танджонг Пагар Юнайтед»                 | 0       | 3         |                                                      |
| «Супер Редс»                             | 0       | 1         |                                                      |

Клуби, що виступають у С.Лізі виділено жирним.